# Aminata Niaria
Aminata Niaria (16 novembre 1987) è una modella senegalese.

## Storia
Ha vissuto in Italia e a Parigi dove è stata scoperta dallo stilista Alber Elbaz. In un'intervista su Vogue la modella riferisce che l'incontro con Alber Elbaz è avvenuto mentre lei faceva shopping con il fidanzato.
Aminata ha lavorato con moltissimi stilisti di fama internazionale: Jean Paul Gaultier, Ralph Lauren, Karl Lagerfeld ed è apparsa su numerose copertine: Vogue America, i-D, Numero, Harper's Bazaar.